# Frente Patriota
Frente Patriota (Patriot Front) é um grupo de ódio nacionalista branco e neofascista americano. Parte do movimento alt-right mais amplo, o grupo se separou da organização neonazista Vanguard America após o comício Unite the Right em 2017. A estética do Patriot Front combina a cultura americana tradicional com o simbolismo fascista. Comunicações internas dentro do grupo indicaram que ele tinha aproximadamente 200 membros no final de 2021. De acordo com a Liga Anti-Difamação, o grupo gerou 82% dos incidentes relatados em 2021 envolvendo distribuição de propaganda racista, anti-semita e outra propaganda odiosa nos Estados Unidos, compreendendo 3.992 incidentes, em todos os estados, exceto Havaí e Alasca.

## História e Crenças

Bandeira da Frente Patriota

Patriot Front é liderado por Thomas Ryan Rousseau, que era adolescente quando fundou o grupo. Em 2017, Rousseau assumiu o controle do website e do servidor Discord do Vanguard America várias semanas antes do comício Unite the Right em Charlottesville, Virgínia, do qual participou como líder do contingente do Vanguard America. Após a má imprensa decorrente do rali, Rousseau deixou o Vanguard. Ele usou o nome de domínio do grupo para formar o Patriot Front como um novo grupo e recrutar participantes do rali, embora a maioria dos membros do Patriot Front fossem ex-membros do Vanguard. Rousseau foi preso repetidamente nas atividades do grupo.
Assim como o Vanguard America, o Patriot Front apóia uma versão da ideologia centrada no branco compatível com as visões dos fascistas em toda a América, como fronteiras fechadas e governo autoritário. De acordo com a Liga Antidifamação (ADL), "Patriot Front é um grupo de supremacia branca cujos membros afirmam que seus ancestrais conquistaram a América e a legaram a eles, e a mais ninguém".
O grupo usa imagens patrióticas para ampliar seu apelo ao adicionar símbolos como os fasces, o símbolo do fascismo. Ele usa técnicas de chamar a atenção, como acender bombas de fumaça durante manifestações e protestos. De acordo com o Southern Poverty Law Center (SPLC), "o Patriot Front se concentra na retórica teatral e no ativismo que pode ser facilmente distribuído como propaganda para seus capítulos em todo o país".
O grupo publicou um manifesto que continha passagens, incluindo: 

Os nascidos no exterior podem ocupar o status civil dentro das terras ocupadas pelo estado, e podem até ser cidadãos obedientes, mas podem não ser americanos. A adesão à nação americana é herdada pelo sangue, não pela tinta. Mesmo aqueles nascidos na América ainda podem ser estrangeiros. . . A nacionalidade não pode ser concedida àqueles que não fazem parte dos fundadores de nosso povo e àqueles que não compartilham o espírito comum que permeia nossa grande civilização e a diáspora européia. . . Para sobreviver como cultura, herança e modo de ser, nossa nação deve aprender que seus interesses coletivos estão lutando contra suas ameaças coletivas de substituição e escravização. . . O dano causado a esta nação e seu povo não será consertado se todas as questões exigirem a aprovação e a bênção do disfuncional sistema democrático americano. A democracia falhou nesta outrora grande nação.
Os membros do grupo são formados por oito redes regionais, e seu recrutamento é feito principalmente online. O grupo evita falar sobre armas ou violência online como política, mas como Pete Simi, um especialista em supremacia branca, explicou ao ProPublica, "É muito comum que a liderança desses grupos desqualifique a violência, enquanto faz coisas que encorajam a violência . . . . Faz parte de sua estratégia evitar a responsabilidade e, ao mesmo tempo, promover o ódio. Quando eles dizem que não são violentos, isso é mentira. Eles estão promovendo a violência por seus objetivos."
Uma investigação de 2019 da ProPublica estimou que o grupo tinha cerca de 300 membros; em bate-papos vazados no final de 2021, Rousseau reclamou de uma "rotina de membros de 220 a 230". De acordo com o SPLC, em 2021, o Patriot Front tinha 42 capítulos com uma média de 11 membros por capítulo e era indiscutivelmente o principal grupo supremacista branco do país e o mais ativo no uso de panfletos para recrutamento. De acordo com o ProPublica, Rousseau e outros do grupo "se deliciam em ver suas ações refletidas no mapa nacional do SPLC registrando atos de ódio e na mídia".

## Atividades e Eventos

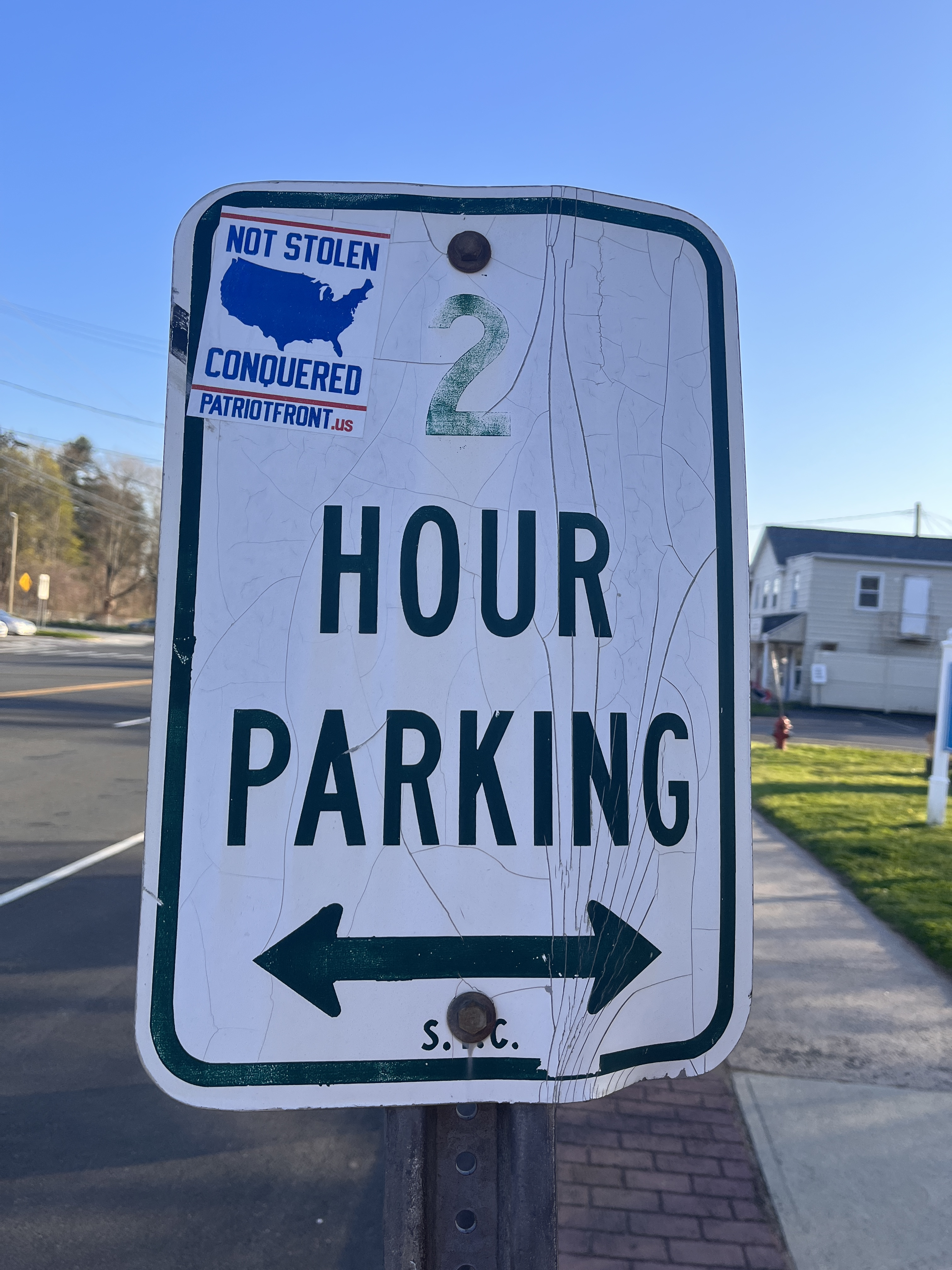
Um adesivo do Patriot Front em uma placa de trânsito em Portland, Connecticut

As manifestações, literatura e, às vezes, atos de serviço do Patriot Front são "estretamente coreografados e roteirizados para maximizar o valor da propaganda", de acordo com o SPLC. A ADL estimou que o Patriot Front gerou 82% dos incidentes relatados de distribuição de propaganda racista, anti-semita e outra propaganda odiosa nos EUA durante 2021 e 80% em 2020. De acordo com bate-papos vazados tornados públicos em janeiro de 2022, os membros do Patriot Front são obrigados a desfigurar os murais de justiça racial em suas áreas.

### 2018
Em 28 de julho, membros do Patriot Front marcharam em um protesto do Occupy ICE em San Antonio, Texas, e se filmaram vandalizando as tendas e cartazes dos manifestantes.

### 2019
Em 13 de fevereiro, centenas de cartazes e panfletos racistas e anti-imigrantes foram colados na seção East Boston de Boston, Massachusetts, uma área com muitos imigrantes. Patriot Front reivindicou a responsabilidade. O prefeito de Boston, Marty Walsh, denunciou o incidente. Em 15 de fevereiro, a polícia de Boston prendeu três membros do Patriot Front; dois foram acusados de porte de armas e um foi acusado de agressão a um policial após supostamente dar um tapa na mão de um policial.

### 2020
Em 8 de fevereiro, cerca de 100 membros da Patriot Front marcharam em Washington, DC, ao longo do National Mall, do Lincoln Memorial até o terreno do Capitólio dos EUA, e depois seguiram para o norte, para um Walmart perto da Washington Union Station. Os manifestantes usavam calças cáqui, combinando com jaquetas azuis escuras, chapéus, máscaras faciais totalmente brancas e óculos escuros, e carregavam várias versões modificadas da bandeira americana com o logotipo do Patriot Front.
Em agosto, durante protestos e contra-protestos em Weatherford, Texas, por causa de uma estátua confederada, a polícia prendeu três homens, incluindo Rousseau, que colaram adesivos em placas, parques e propriedades. Eles foram acusados de danos criminais, presos sob fiança de $500 e liberados.

### 2021
Em 29 de janeiro, um grupo de homens vestindo calças cáqui, jaquetas azuis combinando com remendos e máscaras brancas marcharam no National Mall em direção ao Capitólio dos Estados Unidos carregando bandeiras com o simbolismo da Frente Patriota.
Em 10 de julho, dois membros foram presos por vandalismo após serem acusados de pichação em Salem, Connecticut.
Em 4 de dezembro, mais de 100 membros do Patriot Front realizaram uma manifestação no centro de Washington, DC, cantando "recupere a América", carregando bandeiras e escudos de plástico e vestindo uniformes compostos por polainas brancas, óculos escuros, jaquetas azuis, calças cáqui, botas marrons e chapéus. Alguns usavam caneleiras de plástico.

### 2022
Em janeiro, membros do Patriot Front foram vistos no comício antiaborto March for Life de 2022 em Washington, DC
Em 11 de junho, a polícia prendeu 31 membros do Patriot Front que pararam dentro de um caminhão U-Haul perto de um evento do Orgulho LGBT em Coeur d'Alene, Idaho. Eles foram acusados de conspiração para tumulto. Rousseau foi um dos membros presos. Um indivíduo anônimo avisou a polícia quando eles viram o grupo de homens subindo em um U-Haul depois de recuperar escudos da traseira de um caminhão. O Gabinete do Xerife do Condado de Kootenai divulgou as fotos e os nomes de todos os 31 presos, que eram de pelo menos 11 estados. Após as prisões, o chefe de polícia de Coeur d'Alene disse que o departamento de polícia recebeu ameaças de morte e doxxing. Em 13 de junho, todos os 31 membros foram libertados sob fiança. Documentos do tribunal declararam que a polícia recuperou um documento datilografado que detalhava o objetivo e o planejamento do grupo para o dia. Desde fevereiro de  2023, um membro se confessou culpado de conspiração para tumulto (ele foi multado em $500 e condenado a dois anos de liberdade condicional sem supervisão ), três membros não compareceram, portanto, tiveram mandados de prisão emitidos e vários outros tiveram julgamentos com júri agendados. Rousseau obteve uma continuação, com seu comparecimento antes do julgamento transferido de maio para setembro de 2023.
Em 2 de julho, cerca de 100 membros mascarados com escudos e um estandarte marcharam por Boston, com paradas na Biblioteca Pública de Boston e no prédio da Old State House. A polícia disse que um homem ficou ferido em um confronto com membros do Patriot Front.

### 2023
Em abril, o grupo protestou no evento "SatanCon" do The Satanic Temple, realizado em Boston. Em maio, o grupo marchou no National Mall em Washington, DC.

## Conversas vazadas
Em 21 de janeiro de 2022, a Unicorn Riot, uma organização de mídia sem fins lucrativos de esquerda, publicou mais de 400 gigabytes de arquivos de áudio vazados, registros de bate-papo, documentos, fotografias e vídeos do servidor de bate-papo do Patriot Front. O vazamento revelou os esforços do grupo para recrutar novos membros e aumentar seu perfil público por meio de comunicações privadas no Rocket. Chat, uma plataforma de mensagens de código aberto.
Os registros do bate-papo mostraram que o grupo lutou para expandir o número de membros, muitas vezes repreendendo os membros por não atenderem aos requisitos de condicionamento físico e participação, de acordo com o The Guardian. Em uma conversa com os “tenentes” do Patriot Front em 14 de dezembro de 2021, Rousseau escreveu: “Estamos absolutamente desesperados por novas pessoas. Estivemos na rotina de 220 a 230 membros por quase um ano inteiro."
As comunicações revelaram que o grupo tentou aumentar o número de membros e a importância; delineou planos para espalhar desinformação sobre eventos públicos em sites de mídia social, como Twitter, Reddit e 4chan, e enviar dicas de notícias enganosas a jornalistas em meios de comunicação tradicionais; e notas detalhadas de entrevistas com membros em potencial. O vazamento também incluiu mídia de membros treinando, vandalizando e demonstrando; Rousseau em uma conferência americana do Renascimento em 2021; e os guias de comportamento do Patriot Front.

## Conspirações de bandeira falsa
Alguns comentaristas, incluindo Joe Rogan, sugeriram infundadamente que a organização é uma operação policial do FBI ou bandeira falsa da Antifa. Tais alegações foram desmascaradas como teorias da conspiração, e rotuladas como "Falsas" pelos verificadores de fatos Snopes.